# فرودگاه مورابین
فرودگاه مورابین (به انگلیسی: Moorabbin Airport) (به زبان بومی: Harry Hawker Airport) یک فرودگاه همگانی با کد یاتا MBW است که یک باند فرود آسفالت دارد و طول باند آن ۵۷۱ متر است. این فرودگاه در شهر ملبورن کشور استرالیا قرار دارد و در ارتفاع ۱۵ متری از سطح دریا واقع شده‌است.